# El Palleter (revista)
El Palleter (setmanari carlí) va ser una publicació periòdica fundada el 1882 pels germans Josep i Gaspar Thous i Orts, de caràcter satíric i carlí. Va arribar a tenir un tiratge de 50000 exemplars. Segons Las Provincias era un «periòdic impolític, carregat de sofre».
Les seues campanyes contra la política de la Restauració li portà nombroses sancions, multes, processos i vuit anys de presó al seu director Gaspar Thous i Orts a les torres de Serrans (que no acomplí totalment per ser indultat arran la mort del rei el 1885). L'any 1888 també va ser condemnat pel Tribunal Suprem en matèria criminal el seu director José Ombuena i Asensi (casat amb Angela Thous i Caspe, filla de Gaspar Thous i Orts).
A principi del segle xx és va crear una publicació satírica amb el mateix nom.